# AAA-Saison 1926
Die AAA-Saison 1926 war die 9. Meisterschaftssaison im US-amerikanischen Formelsport. Sie  begann am 22. Februar in Fulford und endete am 11. November in Charlotte. Harry Hartz sicherte sich den Titel.

## Rennergebnisse
| Nr. | Datum         | Veranstaltung (Rennstrecke)                                           | Meilen | Sieger         | Sieger         | Siegerteam |
| --- | ------------- | --------------------------------------------------------------------- | ------ | -------------- | -------------- | ---------- |
| 01  | 05. März      | Carl G. Fisher Trophy (Miami-Fulford Speedway) (HB)                   | 300    | Peter DePaolo  | Peter DePaolo  | Duesenberg |
| 02  | 21. März      | Culver City Race (Culver City Speedway) (HB)                          | 250    | Bennett Hill   | Bennett Hill   | Miller     |
| 03  | 05. März      | Atlantic City Race 1 (Atlantic City Speedway) (HB)                    | 300    | Harry Hartz    | Harry Hartz    | Miller     |
| 04  | 10. März      | Charlotte Race 1 (Charlotte Speedway) (HB)                            | 250    | Earl Devore    | Earl Devore    | Miller     |
| 05  | 31. Mai       | International 500 Mile Sweepstakes (Indianapolis Motor Speedway) (ZO) | 400    | Frank Lockhart | Frank Lockhart | Miller     |
| 06  | 012. Juni     | Altoona Race 1 (Altoona Speedway) (HB)                                | 300    | Dave Lewis     | Dave Lewis     | Miller     |
| 07  | 02. April     | Independence Day Classic (Rockingham Speedway) (HB)                   | 50     | Lauf 1         | Peter DePaolo  | Duesenberg |
| 08  | 02. April     | Independence Day Classic (Rockingham Speedway) (HB)                   | 200    | Lauf 2         | Earl Cooper    | Miller     |
| 09  | 2. April      | Sesquicentennial Classic (Atlantic City Speedway) (HB)                | 60     | Lauf 1         | Harry Hartz    | Miller     |
| 10  | 2. April      | Sesquicentennial Classic (Atlantic City Speedway) (HB)                | 60     | Lauf 2         | Norman Batten  | Miller     |
| 11  | 2. April      | Sesquicentennial Classic (Atlantic City Speedway) (HB)                | 60     | Halbfinale     | Fred Comer     | Miller     |
| 12  | 2. April      | Sesquicentennial Classic (Atlantic City Speedway) (HB)                | 120    | Finale         | Harry Hartz    | Miller     |
| 13  | 23. August    | Charlotte (Charlotte Speedway) (HB)                                   | 25     | Lauf 1         | Earl Cooper    | Miller     |
| 14  | 23. August    | Charlotte (Charlotte Speedway) (HB)                                   | 25     | Lauf 2         | Dave Lewis     | Miller     |
| 15  | 23. August    | Charlotte (Charlotte Speedway) (HB)                                   | 50     | Lauf 3         | Frank Lockhart | Miller     |
| 16  | 23. August    | Charlotte (Charlotte Speedway) (HB)                                   | 150    | Finale         | Frank Lockhart | Miller     |
| 17  | 18. September | Altoona Race 2 (Altoona Speedway) (HB)                                | 400    | Frank Lockhart | Frank Lockhart | Miller     |
| 18  | 12. Oktober   | Rockingham (Rockingham Speedway) (HB)                                 | 25     | Lauf 1         | Bennett Hill   | Miller     |
| 19  | 12. Oktober   | Rockingham (Rockingham Speedway) (HB)                                 | 25     | Lauf 2         | Leon Duray     | Miller     |
| 20  | 12. Oktober   | Rockingham (Rockingham Speedway) (HB)                                 | 200    | Lauf 3         | Harry Hartz    | Miller     |
| 21  | 11. November  | Charlotte (Charlotte Speedway) (HB)                                   | 25     | Lauf 1         | Frank Lockhart | Miller     |
| 22  | 11. November  | Charlotte (Charlotte Speedway) (HB)                                   | 25     | Lauf 2         | Dave Lewis     | Miller     |
| 23  | 11. November  | Charlotte (Charlotte Speedway) (HB)                                   | 50     | Halbfinale     | Harry Hartz    | Miller     |
| 24  | 11. November  | Charlotte (Charlotte Speedway) (HB)                                   | 100    | Finale         | Leon Duray     | Miller     |

- Erklärung: HB: Holzbahn (Board track), ZO: Ziegelsteinoval

## Fahrer-Meisterschaft (Top 10)
| 1. | Harry Hartz    | 2954 |
| 2. | Frank Lockhart | 1830 |
| 3. | Peter DePaolo  | 1500 |
| 4. | Bennett Hill   | 1050 |
| 5. | Frank Elliott  | 747  |

| 6.  | Fred Comer    | 659 |
| 7.  | Dave Lewis    | 645 |
| 8.  | Norman Batten | 620 |
| 9.  | Peter Kreis   | 590 |
| 10. | Earl Devore   | 585 |